# Château de Birac
Le château de Birac est un château-fort se trouvant dans le creux d'un vallon sur le territoire de la commune de Birac-sur-Trec, dans le département de Lot-et-Garonne. 

## Histoire
Le castrum de Birac est cité pour la première fois en 1259 dans l’hommage que rend Amanieu de Birac au comte de Toulouse. La seigneurie de Birac est partagée entre la famille de Birac et la famille de Pins (ou de Piis).
Anissant de Pins est désigné par son père, Guillaume-Raimond IV de Pins, son héritier pour les châteaux de Birac et de Verteuil. Il était mort avant 1297 sans postérité, ses biens sont passés à son frère aîné, Barthélemi de Pins, lui-même mort sans postérité en août 1297. Sansanier de Pins a recueilli les héritages de ses deux frères aînés. Il a eu pour fils de son premier mariage avec Brunissende de Comminges d'Espagne vers l'an 1294, Anissant de Pins  qualifié de noble et puissant baron, magnifique et puissant chevalier, sire de Taillebourg, seigneur de Monhurt, Moncrabeau, Verteuil, Calignac, Moncassin, Birac, etc., marié avec Régine  de Goth, fille d'Arnaud-Garcie de Goth, vicomte de Lomagne et d'Auvillars. Il est mort avant le 20 novembre 1388. Après la mort de sa petite-fille, Claire de Pins, tous ses biens sont passés à la famille d'Albret-Verteuil.
Le  château a été reconstruit dans la première moitié du XVIe siècle par la famille de Lard (ou Lart ou Lars)
Arnaud de Lard, seigneur de Lard, gouverneur de Montpellier, marié à Suzanne de Rogier de Beaufort :
- Bernard de Lard, seigneur de Birac, mort en 1437
- François Ier de Lard, décédé vers 1400, inhumé à Penne-d'Agenais, marié avec Catherine de Parazols,
  - Bertrand Ier de Lard, seigneur de Boulbène
  - Demoiselle de Lard, mariée à Bernard II de Lustrac,
  - Louis de Lard, seigneur de Birac,
    - Loys de Lard, seigneur de Birac, sénéchal de Castres, marié en 1482 avec Marie de Noaillan (ou Noailhan), décédée en 1496, puis avec Catherine de Lustrac
      - Gabriel de Lard, seigneur de Birac, mariée en 1513 avec Anne de Galard (ou Goulard), héritière d'Aubiac,
        - Antoine de Lard de Galard, seigneur de Birac et d'Aubiac, marié en 1534 avec Renée de Coustin de Bourzolle,
          - Joseph de Lard de Galard,

Joseph de Lard et de Galard, seigneur de Birac et d'Aubiac, s'est marié le 21 février 1572 avec Marie de Noailles, fille d'Antoine de Noailles (1504-1562), chevalier, seigneur de Noailles, baron de Chambres, Monclar, Corbonnières, seigneur de Merle, Malesse et Leris.
Le cardinal de Sourdis y a passé la nuit du 11 au 12 septembre 1600.
Agésilas de Narbonne de Talairan (†1633), second fils de Bernard de Narbonne, de Fimarcon, baron de Talairan et de Villefalce, a épousé le 5 juin 1596 Henrie-Renée de Lard et de Galard, dame de Birac et d'Aubiac, fille de Joseph de Lard et de Galard, seigneur de Birac et d'Aubiac, d'où :
- Pierre de Narbonne, marié à Anne Claire de Narbonne, puis :
  - François de Narbonne, seigneur de Birac et d'Aubiac, marié avec Catherine de Bassabat, dame de Bassabat, sans postérité en 1684.
- Charles de Narbonne de Talairan, seigneur de Réaup (ou Réaux), capitaine aux gardes françaises, marié à Jeanne de Touges-Noailhan (ou Noaillan), dame de Réaup, fille de Blaise de Noaillan, seigneur de Réaup, et de Catherine de Castillon, en 1632, mort en 1644, d'où :
  - François Ier de Narbonne de Talairan, seigneur de Réaup, marié à Charlotte d'Esparbès de Lussan en 1675, mort en 1710, d'où :
    - François II de Narbonne, seigneur de Birac et d'Aubiac, marié à Iphigénie-Charlotte-Octavie de Cassagnet en 1706, morte le 6 juillet 1714[8], puis marié en 1715 à Angélique Olympe de Goth (ou Gout) de Montastruc, mort en 1750, d'où :
      - Jean François de Narbonne-Lara, né à Aubiac en 1718, comte puis duc de Narbonne-Lara, marié en 1749 avec Françoise de Chalus (1734-1821), premier gentilhomme de la chambre de l'infant Don  Philippe, duc de Parme en 1750, mort à Agen en 1806.

La seigneurie de Birac est saisie  en 1715 aux Narbonne. Elle est achetée le 23 août 1719 par André d'Allenet.
Léonard Guillaume de Brivazac (1705-1782), conseiller du roi en la Grand'Chambre du parlement de Bordeaux, est baron de Birac en Agenois. Ce titre lui venait de sa mère, Adelaïde d'Allenet (1675-1760), sœur et héritière d'André d'Allenet,  mariée en 1701 à Gabriel de Brivazac (1672-1708).
La seigneurie de Birac est saisie comme terre d'émigré en 1792 et les biens vendus en 1794. Ils sont partiellement rachetés en 1805 par Léon de Brivazac (1774-1860) qui avait participé à l'expédition de Quiberon et était rentré en France en 1802.
Le château de Birac est déjà une ruine au début du XXe siècle.
Les ruines du château en totalité, ainsi que son sous-sol, l'ancien pigeonnier de son ancienne métairie ont été inscrits au titre des monuments historiques le 9 décembre 1993,.